# B9D1
B9D1 (англ. B9 domain containing 1) – білок, який кодується однойменним геном, розташованим у людей на короткому плечі 17-ї хромосоми. Довжина поліпептидного ланцюга білка становить 204 амінокислот, а молекулярна маса — 22 775.
| 10         |  | 20         |  | 30         |  | 40         |  | 50         |
| ---------- |  | ---------- |  | ---------- |  | ---------- |  | ---------- |
| MATASPSVFL |  | LMVNGQVESA |  | QFPEYDDLYC |  | KYCFVYGQDW |  | APTAGLEEGI |
| SQITSKSQDV |  | RQALVWNFPI |  | DVTFKSTNPY |  | GWPQIVLSVY |  | GPDVFGNDVV |
| RGYGAVHVPF |  | SPGRHKRTIP |  | MFVPESTSKL |  | QKFTSWFMGR |  | RPEYTDPKVV |
| AQGEGREVTR |  | VRSQGFVTLL |  | FNVVTKDMRK |  | LGYDTGPSDT |  | QGVLGPSPPQ |
| SFPQ       |  |            |  |            |  |            |  |            |

A: Аланін

C: Цистеїн

D: Аспарагінова кислота

E: Глутамінова кислота

F: Фенілаланін

G: Гліцин

H: Гістидин

I: Ізолейцин

K: Лізин

L: Лейцин

M: Метіонін

N: Аспарагін

P: Пролін

Q: Глутамін

R: Аргінін

S: Серин

T: Треонін

V: Валін

W: Триптофан

Задіяний у таких біологічних процесах, як біогенез та деградація війок, альтернативний сплайсинг. 
Локалізований у цитоплазмі, цитоскелеті, клітинних відростках.